# 호세 루이스 로메로 로블레도
호세 루이스 로메로 로블레도(스페인어: José Luis Romero Robledo, 1945년 1월 5일, 마드리드 주 마드리드 ~)는 스페인의 전직 축구 선수이자 감독이다.
로메로는 선수 시절 비야로블레도, 사바델, 헤레스, 바르셀로나, 에스파뇰, 부르고스, 그리고 산트 안드레우에서 뛰었다.
로메로는 은퇴 후에 사바델, 바르셀로나(대행 감독으로), 오비에도, 로그로녜스, 베티스, 카디스, 그리고 아틀레티코 마드리드를 지휘했다.